# Classique de Saint-Sébastien 2001
La 21e édition de la Classique de Saint-Sébastien a eu lieu le 11 août 2001. Elle a été remportée par le Français Laurent Jalabert.
La course disputée sur un parcours de 227 kilomètres est l'une des manches de la Coupe du monde de cyclisme sur route 2001.

## Présentation

### Équipes
L'Amstel Gold Race figure au calendrier de la Coupe du monde de cyclisme sur route 2001.
On retrouve un total de 25 équipes au départ, 20 faisant partie des GSI, la première division mondiale, et les cinq dernières des GSII, la seconde division mondiale.
| Groupes sportifs I (22)- Rabobank - Fassa Bortolo - Lotto-Adecco - Deutsche Telekom - ONCE-Eroski - Mapei-Quick Step - Lampre-Daikin - iBanesto.com - Liquigas-Pata - Cofidis-Le Crédit par Téléphone - Domo-Farm Frites-Latexco - Saeco - Euskaltel-Euskadi - CSC-Tiscali - Mercury-Viatel - US Postal Service - Tacconi Sport-Vini Caldirola - Festina - Kelme-Costa Blanca - Crédit agricole - Coast-Buffalo - Mercatone Uno-Stream TV Groupes sportifs II (3)- Alessio - Colchon Relax-Fuenlabrada - Jazztel-Costa de Almeria |
| |

## Classements

### Classement de la course
| \| Classement général \| Classement général \| Classement général \| Classement général \| Classement général \| \| Coureur \| Coureur \| Pays \| Équipe \| Temps \| \| ------------------ \| ----------------------- \| ------------------ \| ------------------------ \| ------------------ \| \| 1er \| Laurent Jalabert \| France \| CSC-Tiscali \| 5 h 17 min 54 s \| \| 2e \| Francesco Casagrande \| Italie \| Fassa Bortolo \| + 0 s \| \| 3e \| Davide Rebellin \| Italie \| Liquigas-Pata \| + 0 s \| \| 4e \| Wladimir Belli \| Italie \| Fassa Bortolo \| + 0 s \| \| 5e \| Serge Baguet \| Belgique \| Lotto-Adecco \| + 26 s \| \| 6e \| Stefano Garzelli \| Italie \| Mapei-Quick Step \| + 34 s \| \| 7e \| Piotr Wadecki \| Pologne \| Domo-Farm Frites-Latexco \| + 34 s \| \| 8e \| Andrea Ferrigato \| Italie \| Alessio \| + 34 s \| \| 9e \| Erik Dekker \| Pays-Bas \| Rabobank \| + 34 s \| \| 10e \| Javier Pascual Llorente \| Espagne \| Kelme-Costa Blanca \| + 34 s \| \| 11e \| Fausto Dotti \| Italie \| Liquigas-Pata \| + 34 s \| \| 12e \| Oscar Camenzind \| Suisse \| Lampre-Daikin \| + 34 s \| \| 13e \| Paolo Bettini \| Italie \| Mapei-Quick Step \| + 34 s \| \| 14e \| Gerhard Trampusch \| Autriche \| Deutsche Telekom \| + 34 s \| \| 15e \| Mirko Celestino \| Italie \| Saeco \| + 34 s \| \| 16e \| Marco Serpellini \| Italie \| Lampre-Daikin \| + 34 s \| \| 17e \| Axel Merckx \| Belgique \| Domo-Farm Frites-Latexco \| + 34 s \| \| 18e \| Michele Bartoli \| Italie \| Mapei-Quick Step \| + 34 s \| \| 19e \| Bobby Julich \| États-Unis \| Crédit Agricole \| + 34 s \| \| 20e \| Cristian Moreni \| Italie \| Mercatone Uno-Stream TV \| + 34 s \| |                         |            |                          |                 |
| |                         |            |                          |                 |
| |                         |            |                          |                 |
| Classement général |                         |            |                          |                 |
| Coureur | Coureur                 | Pays       | Équipe                   | Temps           |
| 1er | Laurent Jalabert        | France     | CSC-Tiscali              | 5 h 17 min 54 s |
| 2e | Francesco Casagrande    | Italie     | Fassa Bortolo            | + 0 s           |
| 3e | Davide Rebellin         | Italie     | Liquigas-Pata            | + 0 s           |
| 4e | Wladimir Belli          | Italie     | Fassa Bortolo            | + 0 s           |
| 5e | Serge Baguet            | Belgique   | Lotto-Adecco             | + 26 s          |
| 6e | Stefano Garzelli        | Italie     | Mapei-Quick Step         | + 34 s          |
| 7e | Piotr Wadecki           | Pologne    | Domo-Farm Frites-Latexco | + 34 s          |
| 8e | Andrea Ferrigato        | Italie     | Alessio                  | + 34 s          |
| 9e | Erik Dekker             | Pays-Bas   | Rabobank                 | + 34 s          |
| 10e | Javier Pascual Llorente | Espagne    | Kelme-Costa Blanca       | + 34 s          |
| 11e | Fausto Dotti            | Italie     | Liquigas-Pata            | + 34 s          |
| 12e | Oscar Camenzind         | Suisse     | Lampre-Daikin            | + 34 s          |
| 13e | Paolo Bettini           | Italie     | Mapei-Quick Step         | + 34 s          |
| 14e | Gerhard Trampusch       | Autriche   | Deutsche Telekom         | + 34 s          |
| 15e | Mirko Celestino         | Italie     | Saeco                    | + 34 s          |
| 16e | Marco Serpellini        | Italie     | Lampre-Daikin            | + 34 s          |
| 17e | Axel Merckx             | Belgique   | Domo-Farm Frites-Latexco | + 34 s          |
| 18e | Michele Bartoli         | Italie     | Mapei-Quick Step         | + 34 s          |
| 19e | Bobby Julich            | États-Unis | Crédit Agricole          | + 34 s          |
| 20e | Cristian Moreni         | Italie     | Mercatone Uno-Stream TV  | + 34 s          |

### Classement UCI
La course attribue des points à la Coupe du monde de cyclisme sur route 2001 selon le barème suivant :
| Position           | 1er | 2e | 3e | 4e | 5e | 6e | 7e | 8e | 9e | 10e | 11e | 12e | 13e | 14e | 15e | 16e | 17e | 18e | 19e | 20e | 21e | 22e | 23e | 24e | 25e |
| Classement général | 100 | 70 | 50 | 40 | 36 | 32 | 28 | 24 | 20 | 16  | 15  | 14  | 13  | 12  | 11  | 10  | 9   | 8   | 7   | 6   | 5   | 4   | 3   | 2   | 1   |